# جيمس باتلر (ملاكم)
جيمس باتلر (بالإنجليزية: James Butler)‏ (18 ديسمبر 1972 بهارلم في الولايات المتحدة - ) هو ملاكم أمريكي، صنّف ضمن فئة الوزن الثقيل الخفيف ‏.

## إحصائيات
خاض خلال مسيرته 25 نزالا، فاز في 20 وخسر في 5. فاز بالضربة القاضية في 12 نزالا.

## روابط خارجية
- جيمس باتلر على موقع بوكس ريك (الإنجليزية) (registration required)